# Hydraena cervisophila
Hydraena cervisophila är en skalbaggsart som beskrevs av Manfred A. Jäch 1992. Hydraena cervisophila ingår i släktet Hydraena och familjen vattenbrynsbaggar. Inga underarter finns listade i Catalogue of Life.